# Bako Dagnon
Bako Dagnon, née en 1948 ou en 1953 à Golobladji (proche de Kita) et décédée le 7 juillet 2015 à Bamako, est une chanteuse griote malienne. Elle est considérée comme étant une représentante populaire de la culture mandingue et a sorti plusieurs disques chantés en langues locales,,.

## Biographie

### Jeunesse
Bako Dagnon est née dans le petit village de Golobladji (à une vingtaine de kilomètres de Kita) dans une famille de griots et de joueurs de n'goni. Les origines de sa famille remontent au temps de Soundiata Keïta. Dans son village de naissance, elle apprend les chansons de Ségou de sa grand-mère, celle des champs de bataille de son grand-père qui avait lutté avec Samory Touré, et les chants de Guinée de sa mère.
Lorsque sa mère décède quand elle avait sept ans, son père la laissa dans les soins d'une femme de griot à Kita qui n'avait pas d'enfant. Elle est maltraitée par sa famille d’accueil et la quitte plus tard pour apprendre les histoires de l'Empire mandingue avant la colonisation (les "tariku") avec le grand griot mandingue Kele Monson Diabate.

### Premiers succès et l'EIN
En 1966, Bako Dagnon donne son premier concert public à Kita pendant l'édition locale de la Semaine de la Jeunesse. Celle-ci a été lancée par le premier président Modibo Keïta afin de "dynamiser les traditions culturelles du Mali". Elle présente le morceau peul Yirijanko Le, interprété en bambara, pour lequel elle reçoit un prix lui permettant de participer lors de l'édition régionale de Kayes de la Semaine de la Jeunesse l'année suivante. Elle y gagne encore une fois et participe à la compétition nationale, la Biennale de Bamako. Grâce à ces succès, elle chante de manière régulière avec l'Orchestre Régional de Kita et se rend pour la première fois à Bamako, la capitale, où elle chante pour des mariages et gagne en notoriété.
Sur la demande du Ministre des Arts, du Sport et de la Culture de l'époque, en 1974, Bako Dagnon rejoint l'Ensemble instrumental national du Mali (EIN) qui a été établi au lendemain de l'indépendance en 1961. L'EIN étant le plus prestigieux ensemble musical du pays, il regroupait une quarantaine des meilleurs musiciens maliens. Bien que Bako Dagnon ne vit pas à Bamako mais à Kita avec son mari et ses enfants, elle fait régulièrement des apparitions avec l'EIN. Avec l'EIN, elle voyage en Corée et en Chine, où elle chante devant Mao. Ses prestations contribuaient à l'agrandissement de sa propre réputation et de celle de l'ensemble.  Elle gagne en notoriété à travers tout le Mali avec la chanson Tiga Monyonko (signifiant "en épluchant les cacahuètes") qui reste un de ses titres les plus populaires.

### Carrière sans l'EIN
Ce n'est qu'en 1980 que la chanteuse s'installe à Bamako avec ses enfants. Après un grave accident de route, Bako Dagnon décide en 1985 de quitter l'Ensemble Instrumental National du Mali qui à l'époque souffrait d'un sous-financement et de la corruption gouvernementale omniprésente,. En 1990 elle se voit offrir un contrat de musique avec un producteur indien au Liberia et elle enregistre sa première cassette. Après l'enregistrement d'une deuxième cassette, la maison de production disparaît avec la première guerre civile libérienne.
Dans les années 1990, Bako Dagnon continue à donner des concerts publics et privés. Elle n'enregistre plus jusqu'au début des années 2000 pendant lesquelles elle réussit à gagner en notoriété au-delà des frontières du Mali. Ainsi, elle participe sur les albums Mandekalou (2004) et Mandekalou II (2006) du collectif de griots mandingues du même nom d'Ibrahima Sylla. Elle fait également une apparition sur la chanson Donso Ke de l'album Electro Bamako (2006) de Marc Minelli. Son premier album solo paru à l'international, Titati, est encore produit par Ibrahima Sylla et parait sur son label Syllart Records en 2007. François Bréant y est responsable de la direction musicale.
Sidiba, son septième album, parait deux ans plus tard. La chanson Le guide de la révolution y est la seule chanson en français et est extraite en tant que single.
Le 14 janvier 2009, Bako Dagnon est décorée avec la médaille de Chevalier de l'Ordre national du Mali.
Durant les dernières années de sa vie, Bako Dagnon a travaillé avec la chanteuse Rokia Traoré à qui elle a enseigné plusieurs versions de l'épopée de Soundiata afin de les préserver pour les générations futures et de les faire connaître dans et hors de l'Afrique.
La chanteuse décède le 7 juillet 2015 vers six heures du matin à l'hôpital du Point-G à Bamako à la suite d'une longue maladie. Ses funérailles ont lieu le lendemain dans son quartier de résidence de Hamdallaye ACI 2000 à Bamako. Elles se déroulent dans la présence de nombreuses personnalités, dont des membres du gouvernement et la première dame Keïta Aminata Maïga.

## Discographie (incomplète)
- 2004: Mandekalou: The Art and Soul of the Mande Griots II (Album en tant que membre du collectif de griots Mandekalou)
- 2006: Mandekalou: The Art and Soul of the Mande Griots II (Album en tant que membre du collectif de griots Mandekalou)
- 2007: Titati  (Album solo)
- 2009: Sidiba (Album solo)
- 2010: Le guide de la révolution (Single solo)